# Patrik Andersson (producteur)
Pour les articles homonymes, voir Patrik Andersson  (football) et Andersson.
Patrik Andersson est un producteur de film suédois basé à Stockholm. Il est responsable du développement pour B-Reel Films,,.

## Filmographie partielle

### Au cinéma
- 2012 : Fanny, Alexander & jag
- 2013 : Hotell
- 2014 : A Living Soul  (En levande själ, court métrage, producteur exécutif)
- 2014 : Foodies: The Cultural Jet Set
- 2014 : Welcome to Norway  (coproducteur)
- 2016 : A Serious Game
- 2016 :  Bienvenus!  (coproducteur)
- 2017 : Euphoria
- 2019 : Midsommar
- The Nix  (en pré-production)

### À la télévision
- 2021 :  Agatha Christie's Hjerson  (série télévisée)
- 2021-2022 :  Thunder in My Heart  (série télévisée, 8 épisodes)

## Récompenses et distinctions
- (en) Patrik Andersson: Awards, sur l'Internet Movie Database